# Sidero
Sidero (en grec antic Σιδηρώ, 'la de ferro') va ser, segons la mitologia grega, la segona esposa de Salmoneu, i madrastra de Tiro.
Era una dona dura i geniüda, que maltractava Tiro. Més endavant, quan els fills de Tiro Pèlias i Neleu, van ser grans, van voler venjar la seva mare. Sidero es va refugiar en un santuari d'Hera, però Pèlias la va matar dalt de l'altar. Per això Hera va maleir Pèlias.